# Nouvelle Vague
Pour les articles homonymes, voir Nouvelle vague (homonymie).
 (novembre 2022).

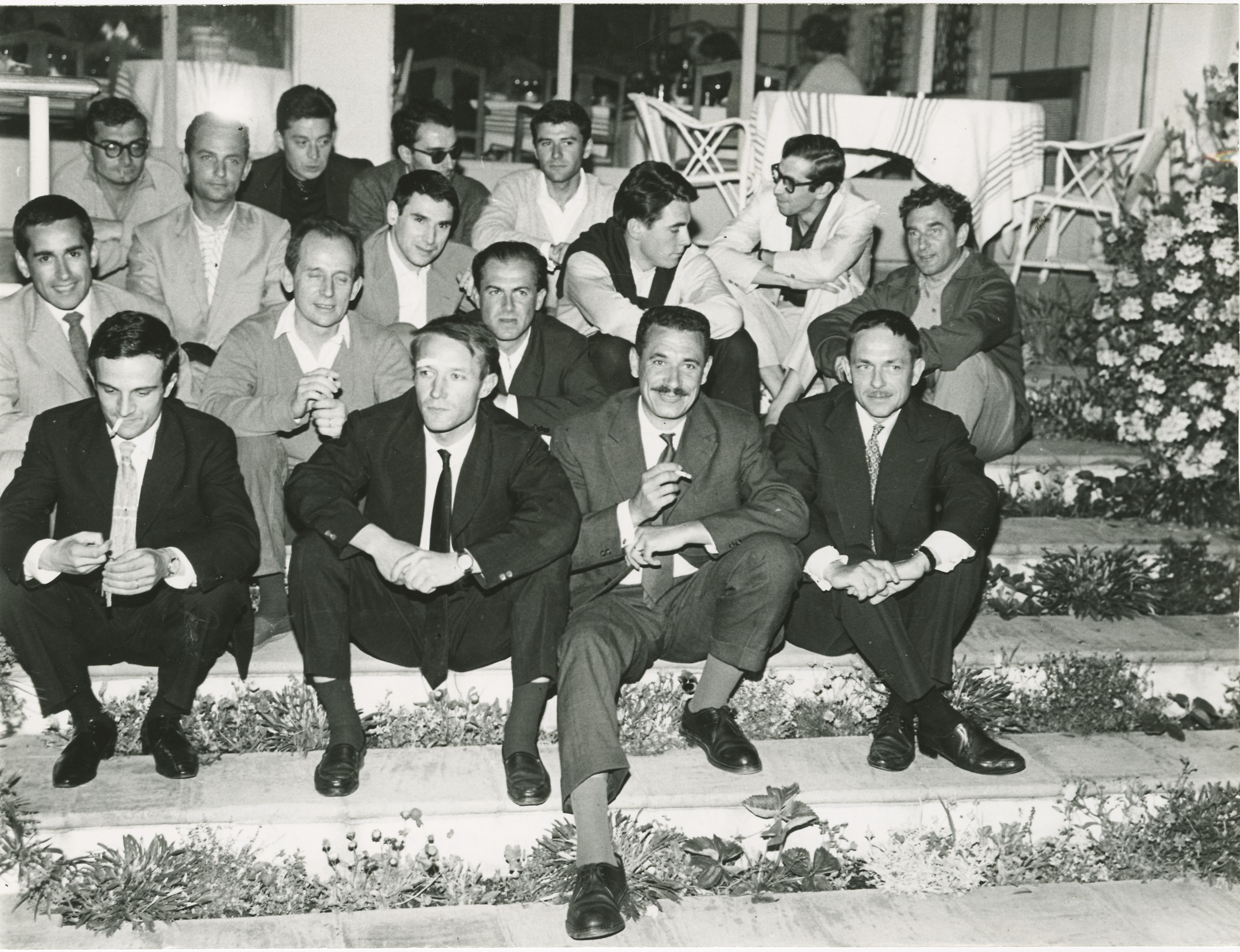
Portrait d'un groupe d'acteurs et de réalisateurs français de la Nouvelle Vague en 1959 à Cannes.

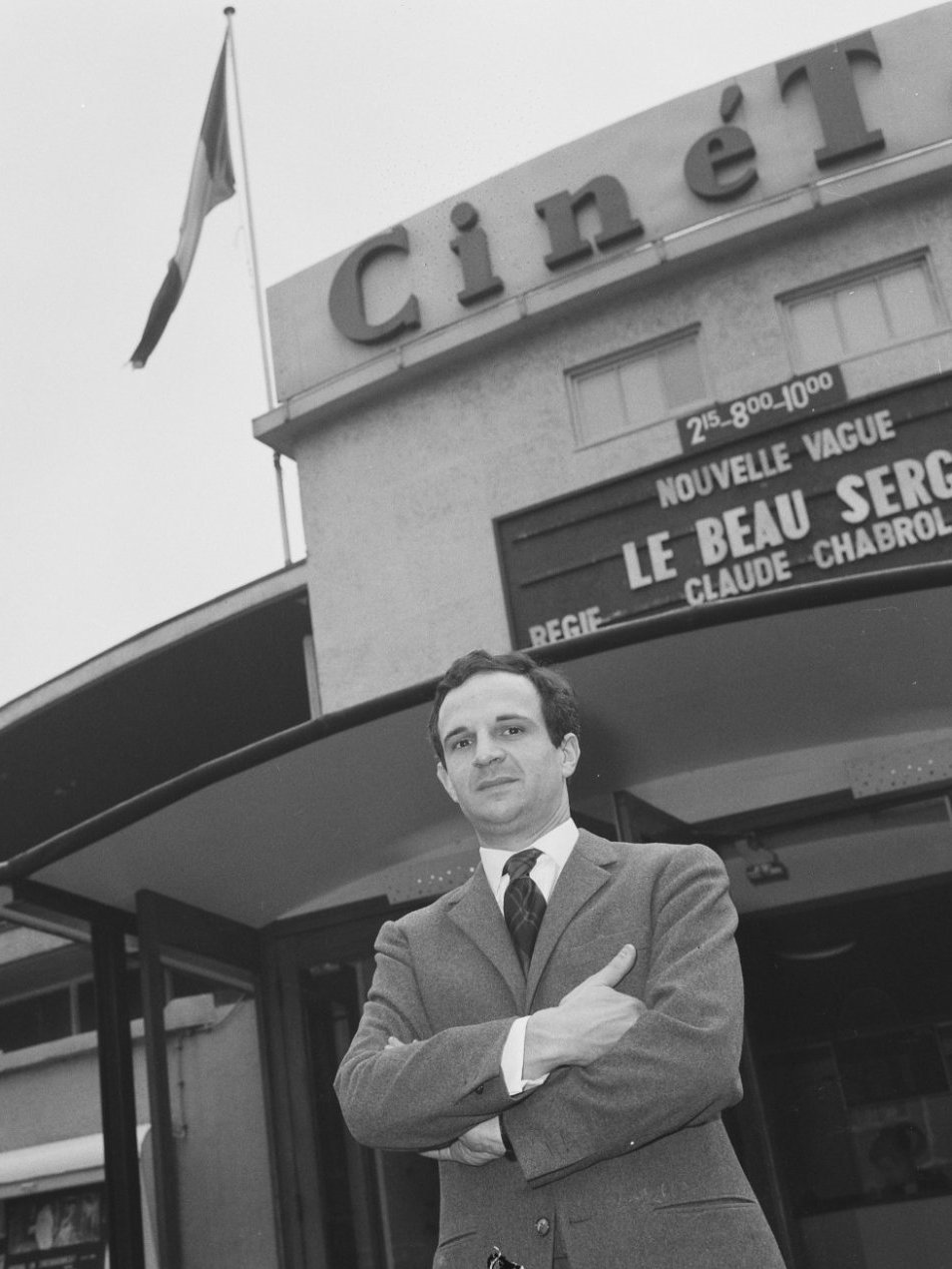
François Truffaut le 15 mars 1965, posant devant le cinéma CinéTol à Amsterdam, où Le Beau Serge de Claude Chabrol — autre cinéaste emblématique de la Nouvelle Vague — est à l'affiche.

La Nouvelle Vague,,, est un mouvement du cinéma français né à la fin des années 1950, qui a marqué le cinéma d'auteurs pendant plus d'une dizaine d'années, jusqu'à la fin des années 1960. Il rassemble des réalisateurs et réalisatrices qui ont tourné leurs premiers longs métrages à cette période. Les figures emblématiques en sont Jean-Luc Godard, François Truffaut, Éric Rohmer, Claude Chabrol, Jacques Rivette, Alain Resnais, Louis Malle, Agnès Varda et Jacques Demy.

## Naissance

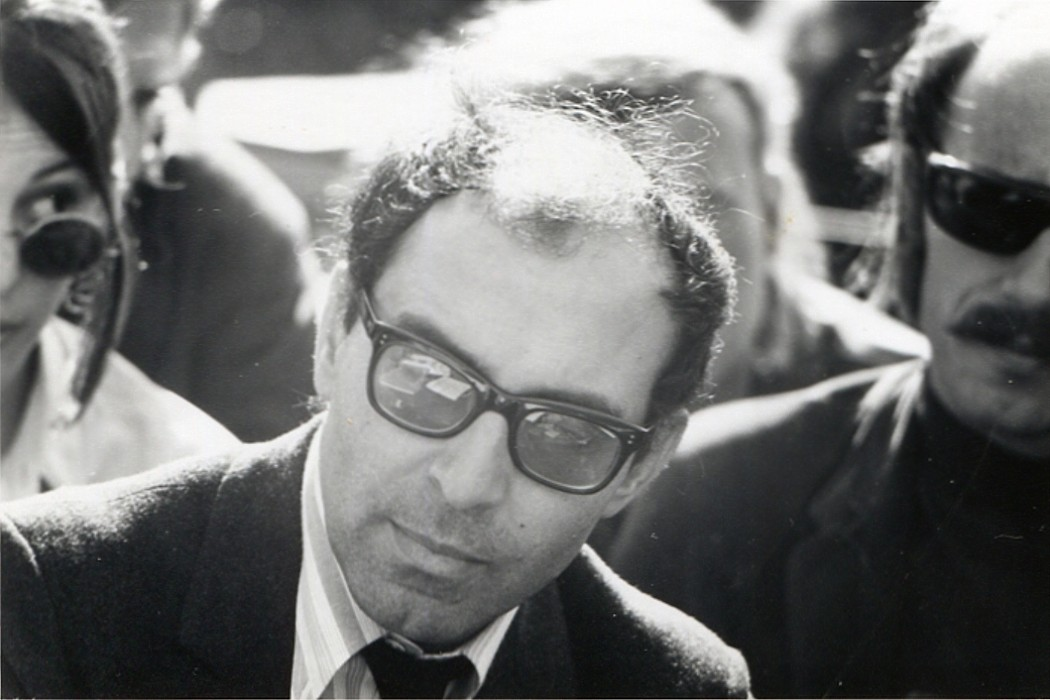
Jean-Luc Godard à l'université de Berkeley en 1968.

La formule de "Nouvelle Vague" apparaît sous la plume de Françoise Giroud dans L'Express du 3 octobre 1957,, dans une enquête sociologique sur les phénomènes de génération. Il est repris par Pierre Billard en février 1958 dans la revue Cinéma 58. Puis cette expression est attribuée à des films distribués en 1959, principalement ceux présentés au Festival de Cannes, et réalisés par de nouveaux réalisateurs. Le Beau Serge de Claude Chabrol, tourné en hiver 1957-58 à Sardent dans la Creuse, est parfois considéré comme le premier film de la Nouvelle Vague,, alors que d'autres comme Georges Sadoul la fait débuter dès l'été 1954 à Sète avec La Pointe courte d'Agnès Varda, « le véritable premier film de la nouvelle vague ». Une campagne publicitaire du CNC va définitivement effacer le sens sociologique du terme pour l'appliquer plus strictement au cinéma.
Le Coup du berger, un court métrage de Jacques Rivette en 1956 est aussi considéré fondateur, mais le rejet du cinéma français traditionnel remonte en fait à la Libération et à la découverte enthousiaste, au lendemain de la guerre, du cinéma américain[Lequel ?]. La Cinémathèque puis la célèbre « revue à couverture jaune », d'André Bazin, les Cahiers du cinéma, servent d'école aux critiques qui vont bientôt s'emparer de la caméra.
La Nouvelle Vague ne se définit pas seulement par ses techniques cinématographiques révolutionnaires pour l'époque, mais aussi par ceux qui la composent tels François Truffaut, Éric Rohmer, Agnès Varda, Jacques Rozier, Jacques Rivette, Claude Chabrol et Jean-Luc Godard, qui constituent le cœur du mouvement. Le mouvement n'est pas le fruit d'une longue recherche sur le cinéma, mais le produit immédiat d'une époque et le fruit de la rencontre de plusieurs jeunes cinéastes. Il s'inscrit dans le contexte historique de l'époque et traduit les mouvements de société : début des Trente Glorieuses, des révoltes étudiantes, guerre d'Algérie, Mouvement de libération des femmes. Le cinéma se fait miroir de l'époque. Ainsi, la saga Antoine Doinel (joué par Jean-Pierre Léaud) suit de près l'évolution de la société, des transformations du modèle familial (Les Quatre Cents Coups), de la jeunesse avec la modernisation des foyers (Antoine et Colette dans L'Amour à 20 ans), l'amour entre Antoine et Christine (Claude Jade) dans Baisers volés, la vie commune de ce petit couple dans Domicile conjugal jusqu'au divorce d'Antoine et Christine (L'Amour en fuite). La Nouvelle Vague ne se limite pas à un nouveau genre cinématographique, mais se fait, par le vent de liberté qu'elle apporte et tout ce qu'elle sait représenter, l'instantané d'une époque.

## La Nouvelle Vague et lesCahiers du cinéma
L'histoire de la Nouvelle Vague est aussi l'histoire d'un groupe de critiques qui voulaient devenir réalisateurs. En effet la majeure partie des figures tutélaires du groupe, à l'image de François Truffaut, Jean-Luc Godard, Éric Rohmer et Jacques Rivette, sont issus des Cahiers du cinéma. À partir de 1952, une nouvelle génération de critiques apparaît dans les pages de la revue (Godard au no 15, Truffaut au no 21 et Rivette au no 23). Bientôt surnommés « Jeunes Turcs », ces critiques se caractérisent par leur assiduité à la cinémathèque et par leur véhémence, notamment envers ce qu'ils appellent la qualité française.
Sous l'impulsion de Truffaut, les « Jeunes Turcs » conçoivent la politique des auteurs. Ils prônent alors une posture critique consistant à attribuer à certains réalisateurs un statut d'auteur, et à mettre à jour la cohérence interne de l'œuvre de ces réalisateurs, en termes de mise en scène plutôt que sujets ou de thèmes comme le faisait la critique conventionnelle. Ils instituent cette politique au sein des Cahiers du cinéma. Mais leur activité au sein des Cahiers et de la revue Arts leur sert surtout à défendre des idées nouvelles en termes d'écriture, de réalisation et de production. Ils attaquent ce qu'ils considèrent comme l'académisme du cinéma français, dominé par les scénarios littéraires et un jeu d'acteur venu du théâtre, et défendent ce qui à leurs yeux représente des formes plus proprement cinématographiques, qu'ils repèrent chez des cinéastes aussi différents qu'Alfred Hitchcock, Jean Renoir, Jean Cocteau, Ingmar Bergman, Howard Hawks, Vincente Minnelli, Fritz Lang ou encore Friedrich Murnau.

## Réalisateurs associés

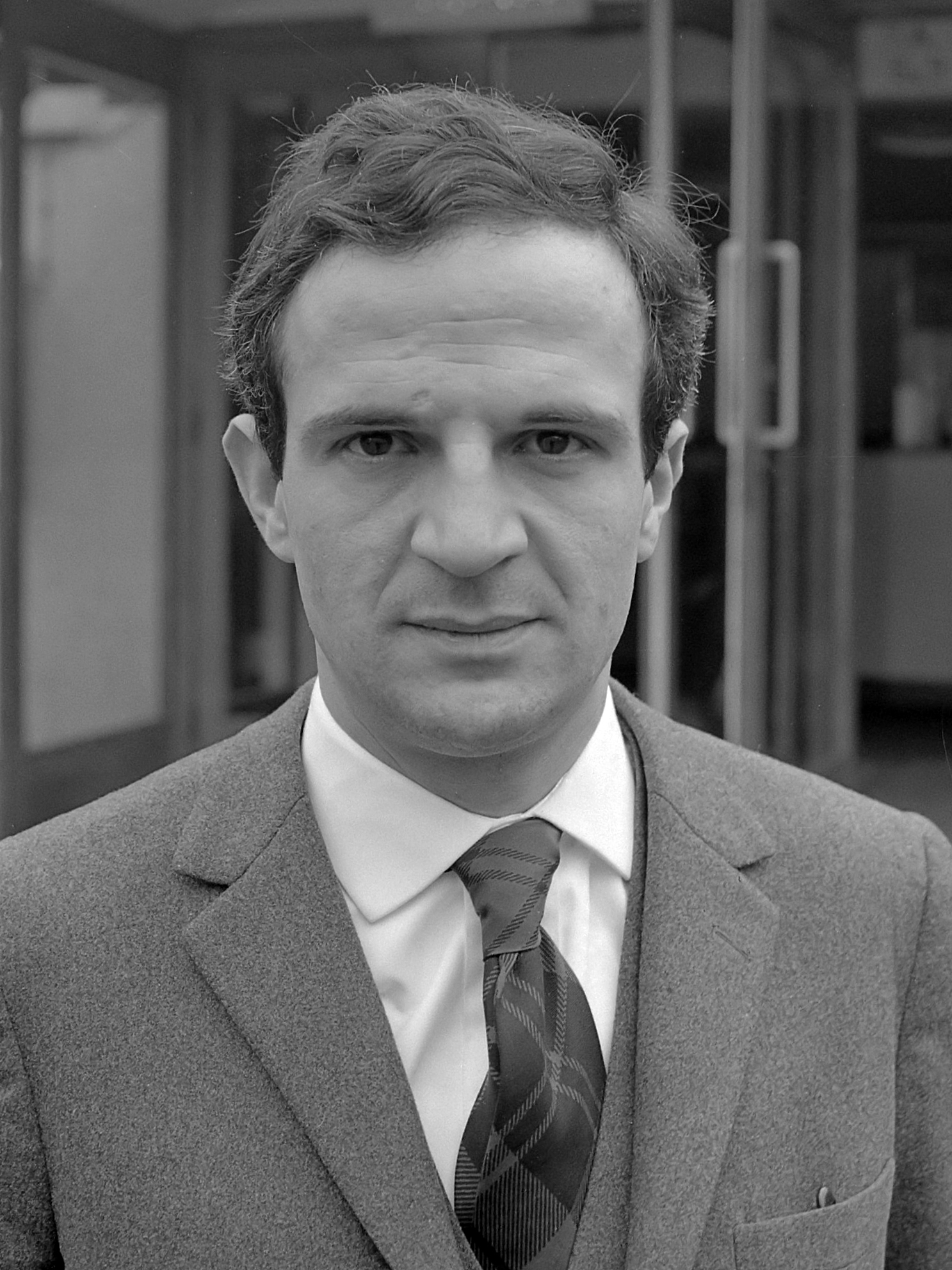
François Truffaut, Figure Phare et réalisateur du mouvement de la Nouvelle Vague.

En 1958 ou 1959, François Truffaut, Jean-Luc Godard, Jacques Rivette, Claude Chabrol, Éric Rohmer, Pierre Kast et Jacques Doniol-Valcroze réalisent leurs premiers longs métrages. Ils sont tous issus des Cahiers du cinéma. D'autres cinéastes partagent les mêmes valeurs, même s'ils ne sont pas issus de la critique comme Agnès Varda, Jacques Demy, Jean Rouch, Jacques Rozier ou encore Jean-Daniel Pollet. Chris Marker et Alain Resnais ont déjà tourné de nombreux courts métrages remarquables, le dernier marque la période avec son premier long métrage : Hiroshima, mon amour. Son film suivant, L'Année dernière à Marienbad, fait découvrir Delphine Seyrig et suscite des réactions extrêmes. Louis Malle ne se définira jamais comme appartenant au mouvement (ou plutôt il s'estimera rejeté par les figures du mouvement). Maurice Pialat ne parviendra pas à passer au long métrage à cette époque et « ratera le coche de la Nouvelle Vague », comme il le dira lui-même. Jean-Pierre Melville tient un rôle un peu à part, ayant été le grand frère respecté dont les jeunes réalisateurs ont voulu s'affranchir progressivement tout en prenant des conseils auprès de lui.
Sans être à l'origine du mouvement, de nouveaux réalisateurs se reconnaissent dans la lignée de la Nouvelle Vague. Il s'agit notamment de Jean Eustache, de Jean-Marie Straub et Danièle Huillet, d'André Téchiné, de Philippe Garrel, de Jacques Doillon et de Benoît Jacquot.
La Nouvelle Vague eut aussi des imitateurs, tels Claude Lelouch ou Roger Vadim dans une déclinaison considérée comme commerciale. On peut aussi mentionner les courts-métrages de Jean Rollin, lequel se consacrera ensuite aux genres érotique et fantastique, ou encore les films de Jean-Pierre Mocky (entre autres Solo), avant que ce réalisateur ne se consacre au genre humoristique.

## Caractéristiques formelles et esthétiques
On voit apparaître une nouvelle façon de produire, de tourner, de fabriquer des films qui s'oppose aux traditions et aux corporations. Devenu ministre des Affaires culturelles en 1958, André Malraux facilite l'accès à la réalisation des jeunes cinéastes sans passer par le parcours traditionnel de la profession. Le changement de société et de mœurs, le désir de transformer le cinéma et de rompre avec le passé sont au principe de la Nouvelle Vague. Celle-ci n'est pas une « école artistique » avec un style particulier, mais plutôt un esprit qui aura autant de traductions différentes qu'il y a de cinéastes pour s'en emparer. Souvent mentionnée, l'apparition de nouveaux appareils (caméra et magnétophone) joue un rôle d'appoint, significatif mais secondaire dans ce mouvement. C'est toute la grammaire du cinéma qui est remise en question de multiples manières, dans le tournage, le jeu des acteurs, le montage, l'utilisation de la voix off, le rapport à l'autobiographie[pas clair], la manière de filmer la ville ou les sentiments. Les codes des films italiens et américains, se traduisant à titre d'exemple par un dynamisme naturel, des mouvements corporels décontractés et des dialogues simples, ont fortement influencé la perception artistique des cinéastes français des années 1960 ainsi que leur langage cinématographique comme en témoigne spécifiquement la recherche par Alain Resnais de « voies d’expression nouvelles fondées sur la musique de l’image ».
Les films de la Nouvelle Vague sont aussi caractérisés par leurs héros. Une étude menée sur 18 films de la Nouvelle Vague montre que les héros sont jeunes et contemporains. Ce sont des gens ordinaires qui ne s'occupent que de leurs affaires personnelles. Ils sont en quête d'indépendance. Ils sont souvent oisifs, n'ont pas peur d'enfreindre la loi (par exemple Michel Poiccard qui tue un policier dans À bout de souffle), sont indifférents à la société et à la famille et sont en quête d'amour. Une grande partie de ces films se déroulent dans Paris, pour rendre hommage à son histoire culturelle tout comme pour en faire un lieu intime.

## Bilan
La Nouvelle Vague est apparue dans les années d’après guerre alors que des jeunes gens animés par un désir de cinéma aspiraient à une vie libre et sans convention. Le cinéma français de cette époque était relativement dépourvu de créativité et d'originalité, se contentant souvent d’être un simple support au roman. Les jeunes cinéastes de la Nouvelle Vague ont bousculé les règles en revoyant tous les fondements du cinéma. Ainsi, la règle de continuité n’est plus toujours respectée, le point de vue du spectateur est parfois pris en considération dans le film par le biais de regards caméra et interpellation du spectateur, des jeux de mise en abyme sur le cinéma questionnent les différents points de vue cinématographiques, de nombreux jeux d'arrêt sur image, de ralentis, de style saccadé sont également créés… Tout cela s'unit afin que le film rappelle sans cesse qu'il est un film, que c'est du cinéma. Un effet de réalisme s’instaure : le réalisateur ne cherche plus à tromper le spectateur avec du faux vrai mais à montrer la réalité du cinéma comme elle est, notamment, avec ses plans qui ne sont pas continus dans le temps comme pourrait le croire ou l’oublier le spectateur, avec ses acteurs qui ne sont là que pour être acteur d’un film et non acteur d’une histoire ou d’un scénario et avec ses décors qui n’existent que parce qu’ils ont un pouvoir symbolique et non parce qu’ils ressemblent à la réalité. Ainsi, ce mouvement ne cherche pas à reproduire la réalité comme elle devrait être mais à montrer la réalité du cinéma comme elle est.
La Nouvelle Vague fut « une affaire de jeunes hommes désireux de donner au cinéma le statut d'un art à part entière, c'est-à-dire une vision du monde à un moment donné de son histoire et plus encore une “participation à un destin commun” ».

## Critiques
La Nouvelle Vague fut souvent attaquée par les tenants du cinéma classique. À l'époque de sa naissance, elle fut en butte à la fois à l'hostilité violente des porte-parole de l'industrie et aux agressions de Positif, alors la revue rivale des Cahiers du cinéma. Elle a également été considérée comme un « truquage », voire une « escroquerie » par Raymond Borde, critique communiste, qui reprochait aux « moutons de la Nouvelle Vague » de se complaire dans la « monarchie gaulliste ».
Claude Chabrol y voyait une manipulation commerciale et politique en faveur du général de Gaulle revenu au pouvoir la même année : « En 1958 et 1959, les copains des Cahiers et moi, passés à la réalisation, avons été promus, comme une marque de savonnette. Nous étions “la Nouvelle Vague”. L'expression était de Françoise Giroud, rédactrice en chef de L'Express, et une des plumes les plus acérées de l'opposition au gaullisme, qui a fait cadeau d'un slogan “très vendeur” à ses adversaires politiques du moment. Car, ne nous y trompons pas ! si la grande presse a tant parlé de nous, c'est qu'on voulait imposer l'équation : de Gaulle égale Renouveau. Dans le cinéma comme ailleurs. Le général arrive, la République change, la France renaît. Regardez cette floraison de talents. Les intellectuels s'épanouissent à l'ombre de la croix de Lorraine. »
Cinquante ans après son apparition, la Nouvelle Vague demeure l'enjeu de polémiques qui témoignent de sa vivacité toujours active, malgré l'éloignement dans le temps et les innombrables changements qu'a connus le cinéma. Ainsi, pour l'acteur et dramaturge Philippe Person, la Nouvelle Vague est essentiellement un concept publicitaire sans cohérence esthétique. Il dénonce un cinéma « qui privilégie jusqu’au paradoxe l'inexpérience professionnelle et le narcissisme autobiographique comme gages d'authenticité artistique ».
Selon le point de vue tranchant de l'écrivain et scénariste Jacques Lourcelles, la seule originalité majeure et incontestable des cinéastes de la Nouvelle Vague, c'est que personne, avant eux, n'avait osé dire autant de bien de soi et autant de mal des autres,.

## Acteurs
L'arrivée d'une nouvelle génération d'acteurs (Jean-Paul Belmondo, Jean Seberg, Delphine Seyrig, Emmanuelle Riva, Jean-Pierre Léaud, Jeanne Moreau, Anna Karina, Romy Schneider, Jean-Claude Brialy, Stéphane Audran, Marie Laforêt, Anouk Aimée, Bernadette Lafont, Jean-Louis Trintignant, Brigitte Bardot, Catherine Deneuve, Françoise Dorléac, Françoise Fabian, Alexandra Stewart, Anne Wiazemsky, Juliet Berto, Claude Jade, Henri Serre, Bulle Ogier, Pierre Clémenti…) et de techniciens comme Raoul Coutard, Séverin Frankiel ou André Weinfeld, le soutien d'une poignée de producteurs-mécènes (Georges de Beauregard, Pierre Braunberger, Anatole Dauman) furent aussi des éléments déterminants. Le cinéma français n'avait pas su renouveler ses acteurs depuis l'entre-deux guerres, et l'apparition de nouveaux visages permit notamment de toucher le jeune public.
Ce sont aussi les premières apparitions à l'écran, lors du déclin du mouvement, d'acteurs comme Jean Yanne, Mireille Darc, Bernard Ménez, Jacqueline Bisset, Dani, Jean-François Stévenin, Valérie Lagrange, Zouzou, Macha Méril, Marie-Christine Barrault, Marlène Jobert, Marie-Pierre Casey, Chantal Goya, Anny Duperey, Marina Vlady, Marie-France Pisier...
- Jean-Paul Belmondo incarne, grâce à la direction de Jean-Luc Godard, le visage masculin de la Nouvelle Vague. Il est l’acteur type de ce mouvement de par son physique qui ne répond pas aux critères du jeune premier classique et par un jeu qui se veut très spontané et une diction qui sont plus proches du réel du spectateur de 1960. Ses rôles majeurs sont ceux de À bout de souffle, qui lui offre le statut d’acteur vedette, puis Une femme est une femme et Pierrot le Fou.
- Jean-Pierre Léaud incarne lui aussi les exigences des nouveaux metteurs en scène, avec un jeu souvent décalé, qui paraît gêné. C’est lui qui va incarner le grand personnage truffaldien d’Antoine Doinel, qui est entouré depuis 1968 dans les trois films suivants du cycle par l'actrice Claude Jade. Chez Godard, Jean-Pierre Léaud incarne le mal-être de la jeunesse d’avant 1968, aussi déboussolée que révoltée, à la recherche d’un idéal révolutionnaire et d’une vraie relation avec des jeunes femmes toujours insaisissables et incompréhensibles.
- Bernadette Lafont, révélée par Truffaut dans Les Mistons, on la retrouve aussitôt dans les films de Chabrol et elle joue dans La Maman et la Putain de Jean Eustache. Comparée aux actrices des années 1950, elle apporte une image plus moderne de la jeune femme méridionale à l’aise dans ses rondeurs physiques, naturelle, spontanée et populaire.
- Jean Seberg, Anna Karina et leur relation avec Jean-Luc Godard : Jean Seberg est l'héroïne de À bout de souffle ; contrairement aux actrices classiques, elle apparaît plutôt comme une « anti-femme », ou un garçon manqué, avec ses cheveux courts et son allure androgyne. Mais c'est surtout avec Anna Karina que Godard va enrichir sa palette de rôles féminins ; il lui donne son premier grand rôle dans Le Petit Soldat. Elle tourne dans sept films majeurs de Godard et même lorsque ce dernier dirige Brigitte Bardot dans Le Mépris, celle-ci porte, durant une séquence fameuse de film, une perruque brune qui n'est pas sans rappeler l'allure d'Anna Karina. De plus, comme Jean Seberg, Anna Karina contribue à prolonger l'attraction séductrice du français prononcé avec un accent étranger.

## La Nouvelle Vague: une influence mondiale?
La Nouvelle Vague, apparue en France à la fin des années 1950, a marqué un renouveau dans l'industrie cinématographique. La découverte des films français à l'étranger a alors provoqué de nombreuses réactions.
En Europe de l'Est, la Pologne puis la Tchécoslovaquie et la Hongrie s'imprègnent des influences de la Nouvelle Vague. Pour la première ce sont des auteurs tels que Andrzej Wajda avec Les Innocents charmeurs (1959) ou Roman Polanski avec Le Couteau dans l'eau (1961) qui font figures de précurseurs. Cependant, contrairement à en France, cette nouvelle génération de cinéastes doit faire face à la censure et un réalisateur tel que Jerzy Skolimowski sera contraint de s'expatrier à cause de son film satirique Haut les mains.
En Tchécoslovaquie une nouvelle génération déferle à partir de 1963 avec des œuvres empreintes de spontanéité et d'esprit de jeunesse. Ces réalisateurs sortent presque tous de l'école d'État : la célèbre FAMU. Parmi eux, on retrouve Věra Chytilova, Jiří Menzel ou encore Miloš Forman qui réalisera notamment, en 1967, le fameux Au feu, les pompiers ! qui sera sélectionné au Festival de Cannes.
À l'autre bout du monde, en Amérique latine et plus particulièrement au Brésil sonnent les échos de la Nouvelle Vague française. Le Cinema Novo s'inspire directement de celle-ci et plus particulièrement des œuvres de Jean-Luc Godard. Ce mouvement, initié par une jeunesse cinéphile tels que Ruy Guerra ou Joaquim Pedro de Andrade, s'oriente vers une sorte d'émancipation culturelle du cinéma. Glauber Rocha avec Terre en transe s'impose comme la figure de proue de ce nouveau cinéma.

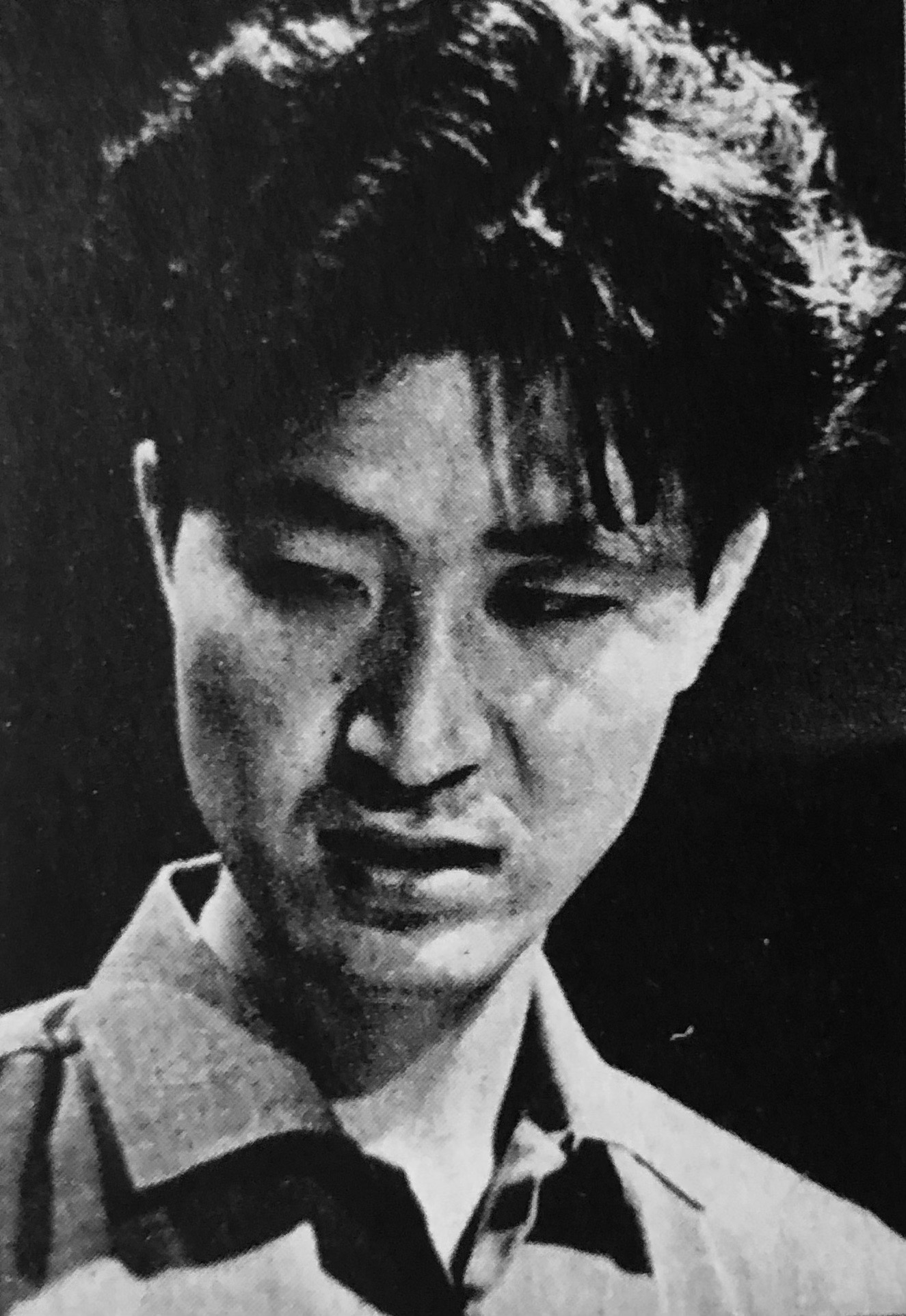
Yoshishige Yoshida en 1962, réalisateur, metteur en scène de théâtre et d'opéra, critique, est une des grandes figures de la Nouvelle Vague japonaise des années 1960

L'Italie, pays qui a déjà connu une révolution cinématographique avec le néoréalisme des années 1950, connait une situation assez particulière. En effet, les années 1960 connaissent une radicalisation de l'esthétique cinématographique. Rossellini tente de renouveler son esthétique néoréaliste avec des films tels que Voyage en Italie (1954) dont Jacques Rivette dira dans les Cahiers du cinéma en 1955 : "Si le cinéma italien n'a pas attendu la Nouvelle Vague française pour se développer, on en ressent tout de même les effets chez une nouvelle génération de réalisateurs, dont Bertolucci."
Le cinéma du dégel soviétique n'a pas échappé à l'influence de la Nouvelle vague. Elle est tout particulièrement décelable dans L'Homme suit le soleil (1961) de Mikhaïl Kalik où on retrouve les similitudes avec Le Ballon rouge (1956) d'Albert Lamorisse.
Le concept de Nouvelle Vague s’est également exporté jusqu’en Asie, et plus spécifiquement au Japon, grâce aux opérateurs lumières. Les grands studios japonais doivent faire face à la concurrence de la télévision et décident donc de produire de jeunes nouveaux réalisateurs. L’on parle même de Nouvelle Vague japonaise pour désigner les films de réalisateurs de la même époque tels que Nagisa Oshima (Contes cruels de la jeunesse, 1960), Yoshishige Yoshida ( Bon à rien, 1960) qui partage une scène finale très similaire à A Bout de souffle de Jean Luc Godard qui sort la même année, Shohei Imamura (La Femme insecte, 1963), il recevra en 1997 la palme d'or pour L'Anguille, Masahiro Shinoda (Assassinat, 1964) ou Hiroshi Teshigahara (La Femme des Sables, 1964), la plupart d’entre eux étant produits par la société Shōchiku. La particularité de ces films est qu’ils sont davantage politisés que ceux de la Nouvelle Vague française, étant donné le contexte d’occupation américaine au Japon après la Seconde Guerre mondiale.
La Nouvelle Vague a donc eu une influence mondiale sur le développement du septième Art. Si ce n'est pas son esthétique qui se propage en priorité, c'est le souffle d'un besoin de renouveau et d'un dépassement des codes préétablis qui en sont le plus représentatif.

#### Ouvrages
- (en) James Monaco, The New Waves : Truffaut, Godard, Chabrol, Rohmer, Rivette, New York, Oxford University Press, 1976
- Jean-Michel Frodon, Le Cinéma français, de la nouvelle vague à nos jours, Paris, Cahiers du Cinéma, 2010, 2e éd. (1re éd. 1995)
- Michel Marie, La Nouvelle Vague, une école esthétique, coll. « 128 », Nathan, 1997
- Jean Douchet, Nouvelle Vague, Ed. Hazan, Paris, 1998  (ISBN 2850256196 et 978-2850256196)
- Flash-back sur la nouvelle vague, CinémAction n°104, 2002  (ISBN 2-8548-0983-1)
- (en) Richard Neupert, A History of the French New Wave Cinema, Wisconsin, University of Wisconsin Press, 2002
- Geneviève Sellier, La Nouvelle Vague : un cinéma au masculin singulier, CNRS, coll. « Cinéma et audiovisuel », 2005, 217 p. (ISBN 9782271078049, lire en ligne)
- Antoine de Baecque, La Nouvelle Vague, portrait d'une jeunesse, éditions Flammarion, 2009  (ISBN 978-2080102096)
- Noël Simsolo, Dictionnaire de la nouvelle vague, éditions Flammarion, 2013  (ISBN 978-2081332058).
- Philippe d'Hugues, Au temps de la nouvelle vague, éd. Auda Isarn, 2016.
- Yannick Rolandeau, Nouvelle Vague : Essai critique d'un mythe cinématographique, éditions L'Harmattan, 2018  (ISBN 978-2343160238)
- Fabien Remblier, Georges de Beauregard, Au Coeur De La Nouvelle Vague, Editions Assyelle, 2025  (ISBN 978-2378550547)

#### Articles
- Dossier spécial « Nouvelle vague » dans Séquences n° 35, janvier 1964, p. 2-84, lire en ligne
  - Séquences n° 35, p. 28-33 Léo Bonneville, « Qui sont ces héros ? »
- Séverine Allimann, « La nouvelle vague a-t-elle changé quelque chose à la musique de cinéma ? : De l’usage du jazz chez Louis Malle et Jean-Luc Godard », 1895 (revue), no 38,‎ 2002 (lire en ligne, consulté le 14 octobre 2012)
- Philippe Person, « A-t-on le droit de critiquer la nouvelle vague ? », Le Monde diplomatique,‎ février 2009 (résumé)
- Affaires sensibles à Radio France Inter, 5 août 2017 https://itunes.apple.com/fr/podcast/affaires-sensibles/id912451024?mt=2&i=1000390698865
- Frédéric Sojcher, "1895, revue d’histoire du cinéma" numéro 30, Persée, publié en 2000 (pages 161-166) https://www.persee.fr/doc/1895_0769-0959_2000_num_30_1_1478?q=nouvelle+vague

### Filmographie
- Nouvelle vague, vue d’ailleurs de Luc Lagier, diffusé sur Arte le 11 mai 2009
- Deux de la vague d'Antoine de Baecque et Emmanuel Laurent, sorti au cinéma le 12 janvier 2011
- Le film français Nouvelle Vague (2025) de Richard Linklater revient sur le tournage d’À bout de souffle et sur la Nouvelle Vague.